# Landschaftsbestandteile und Landschaftsteile im Landkreis Nürtingen
Das Landschaftsschutzgebiet Landschaftsbestandteile und Landschaftsteile im Landkreis Nürtingen (Schopflocher Berghalbinsel) ist ein mit Verordnung der Unteren Naturschutzbehörde beim Landratsamt Esslingen vom 22. Oktober 1942 ausgewiesenes Landschaftsschutzgebiet (LSG-Nummer 1.16.034).

## Lage und Beschreibung
Das 1397,5 Hektar große Gebiet besteht aus sieben Teilgebieten und umspannt die Gemeinde Schopfloch (Lenningen). Es liegt am Albtrauf und auf der Hochfläche der Schwäbischen Alb. Es ist Teil des FFH-Gebiets Alb zwischen Jusi und Teck und gehört naturräumlich zur Mittleren Kuppenalb.

## Schutzzweck
Schutzzweck ist die Erhaltung und Sicherung einer vielgestaltigen Landschaft. Das Landschaftsbild soll vor störenden und beeinträchtigenden Veränderungen bewahrt werden, dazu gehört auch die Erhaltung der Nutzungsstruktur und die Sicherung des Gebietes für die Naherholung.